# Gletscherschliff bei Fischbach am Inn

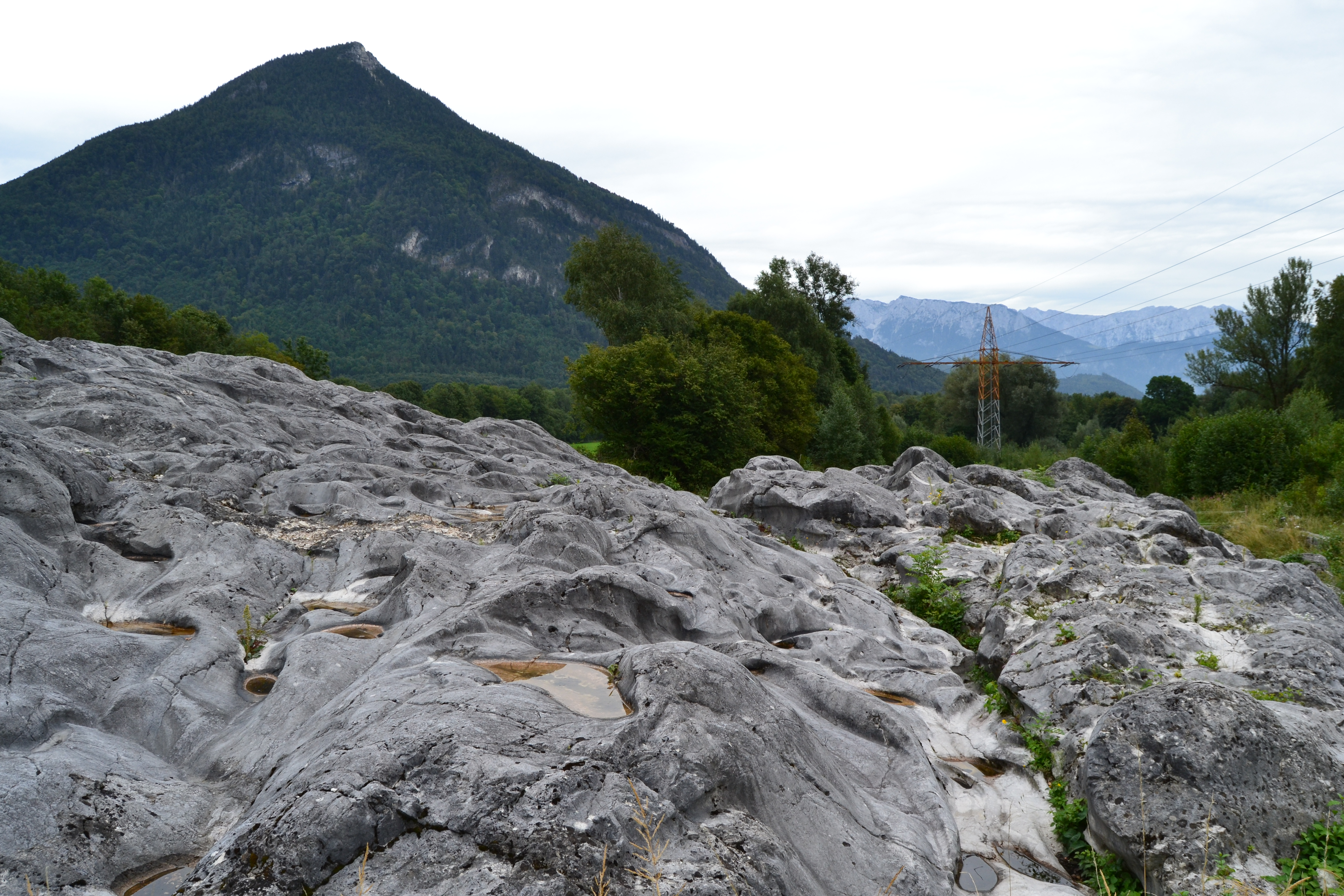
Gletscherschliff bei Fischbach, im Hintergrund Kranzhorn und Kaisergebirge

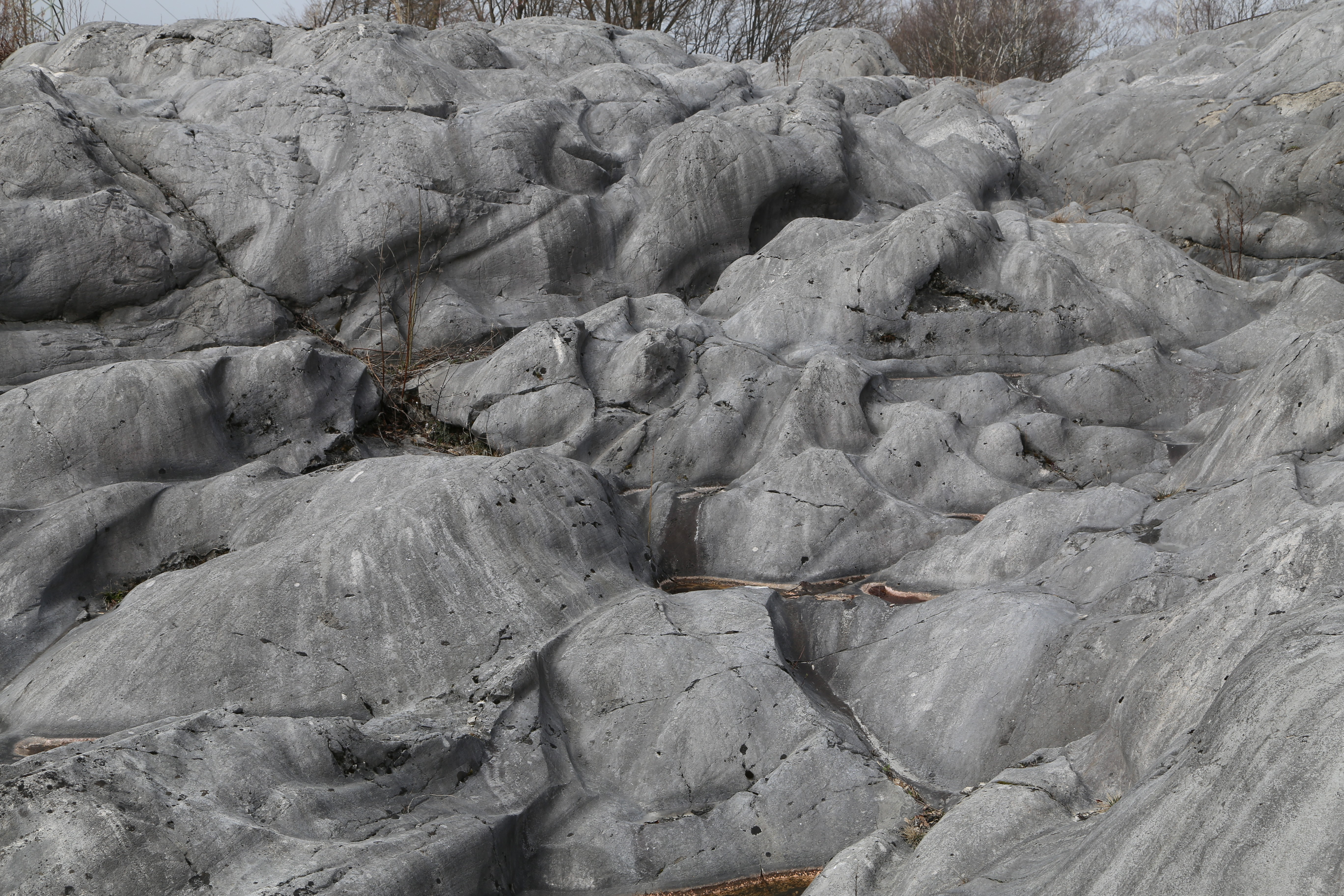

Der Gletscherschliff bei Fischbach am Inn zählt zu den am besten erhaltenen Spuren der quartären Vereisung am nördlichen Alpenrand. Der in der Nähe von Fischbach im Landkreis Rosenheim anstehende triassische Wettersteinkalk wurde durch die Bewegung des schuttbeladenen würmzeitlichen Inn-Gletscher ausgeschürft. Der Kalk weist zahlreiche typische Spuren einer glazialen Überformung auf. Gletscherschrammen auf dem Wettersteinkalk entstanden durch Gerölle, die der Gletscher mit sich führte. Das feine Gesteinsmaterial an der Basis des Gletschers polierte die Oberfläche des Kalksteines und bildete zahlreiche Rundhöcker aus.
Fließendes, sediment- und geröllbeladenes Wasser in Strudellöchern und Spalten hinterließ Kolke, Gletschermühlen und Rinnen auf der Oberfläche des Wettersteinkalkes.

## Geotop
Im Jahr 2006 erfolgte die Aufnahme der Gletscherschliffe in die Liste der 77 ausgezeichneten Nationalen Geotope Deutschlands.
Der Gletscherschliff ist vom Bayerischen Landesamt für Umwelt (LfU) als geowissenschaftlich wertvolles Geotop (Geotop-Nummer: 187R004) und Naturdenkmal ausgewiesen. Er wurde auch vom LfU mit dem offiziellen Gütesiegel Bayerns schönste Geotope ausgezeichnet.